# Volvo S90 (2016)
Volvo S90 – samochód osobowy klasy wyższej produkowany pod szwedzką marką Volvo od 2016 roku.

## Historia i opis modelu

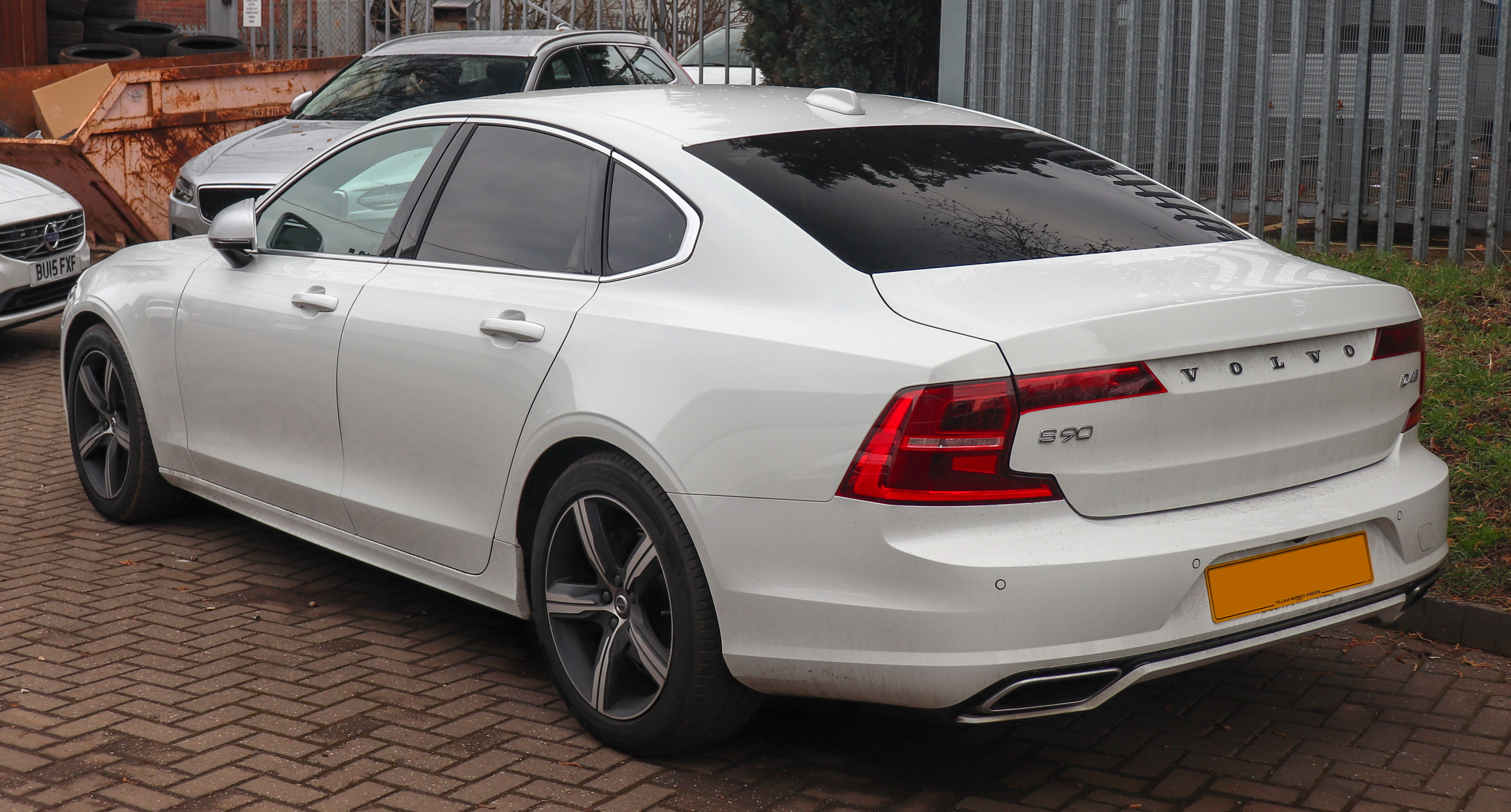
Volvo S90 - tył

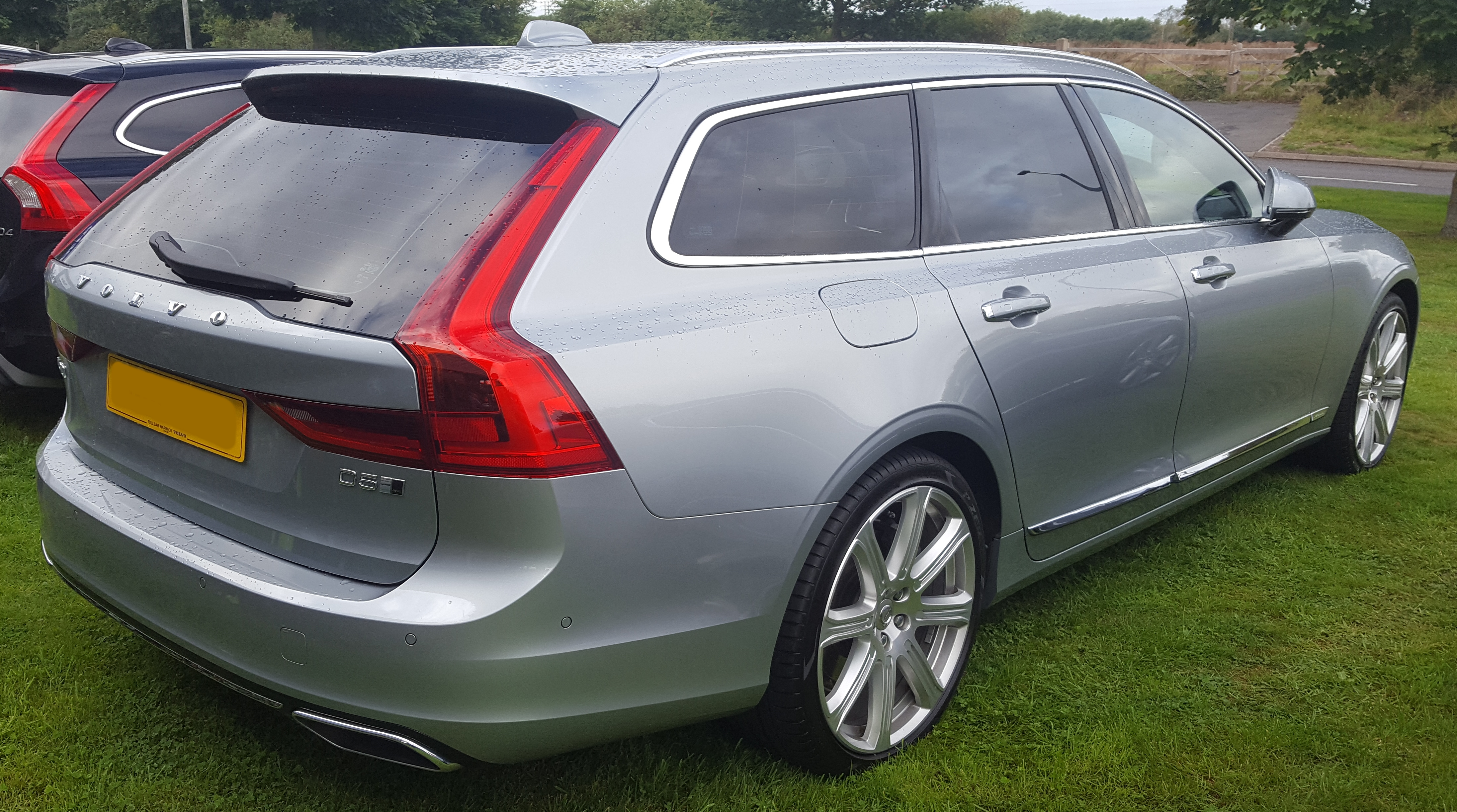
Volvo V90 - wersja kombi

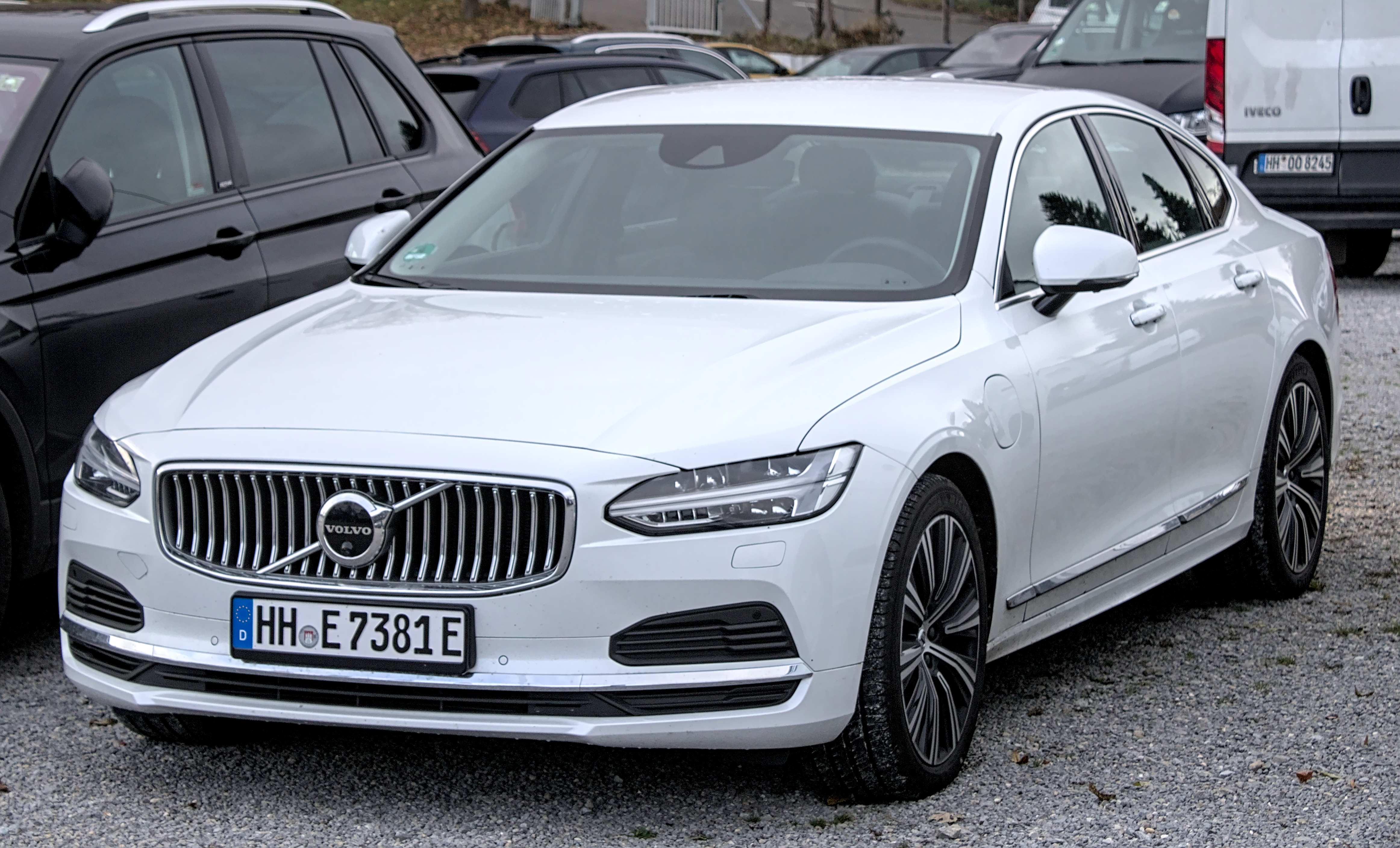
Volvo S90 po liftingu

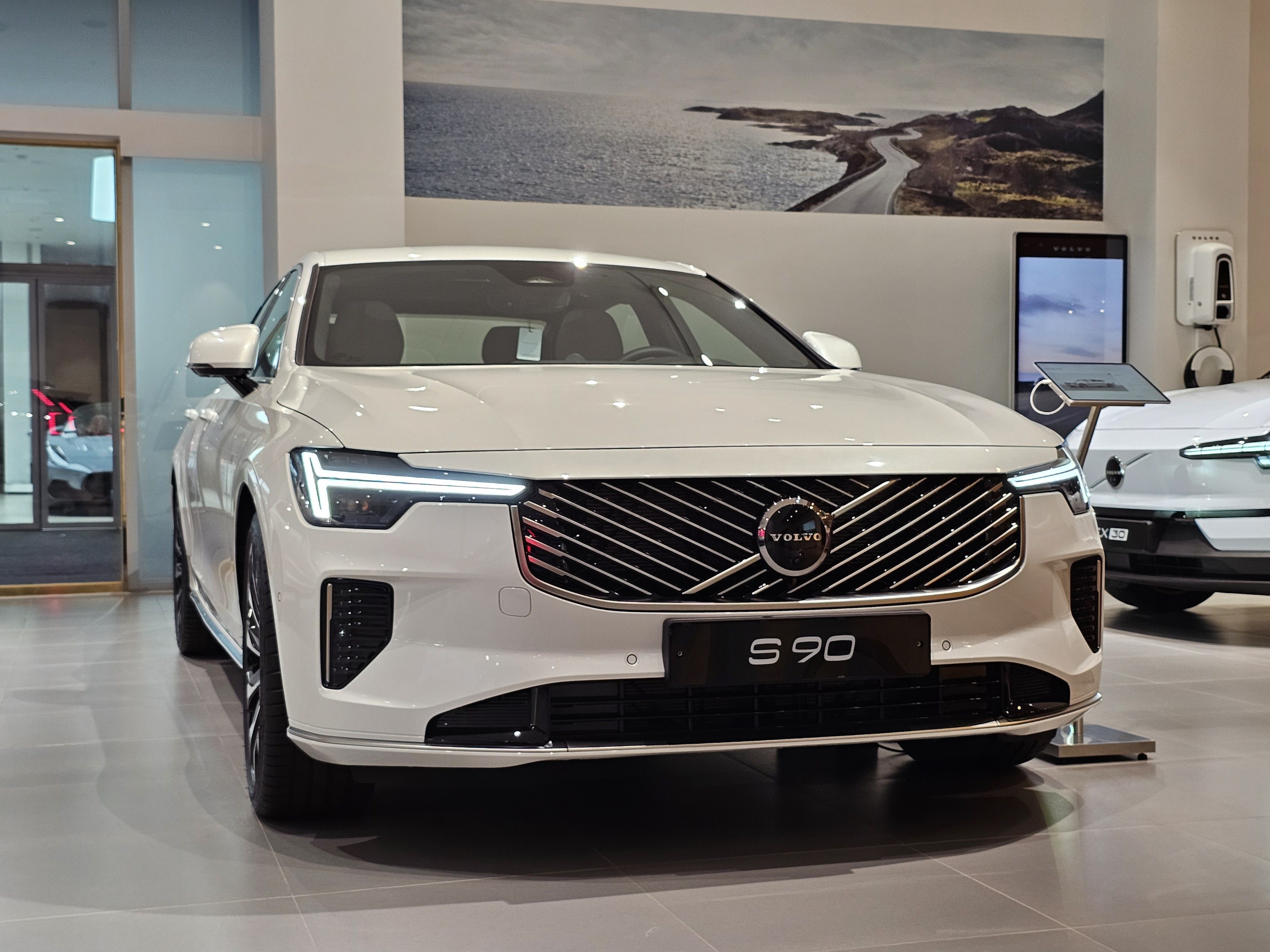
Volvo S90 po drugim liftingu

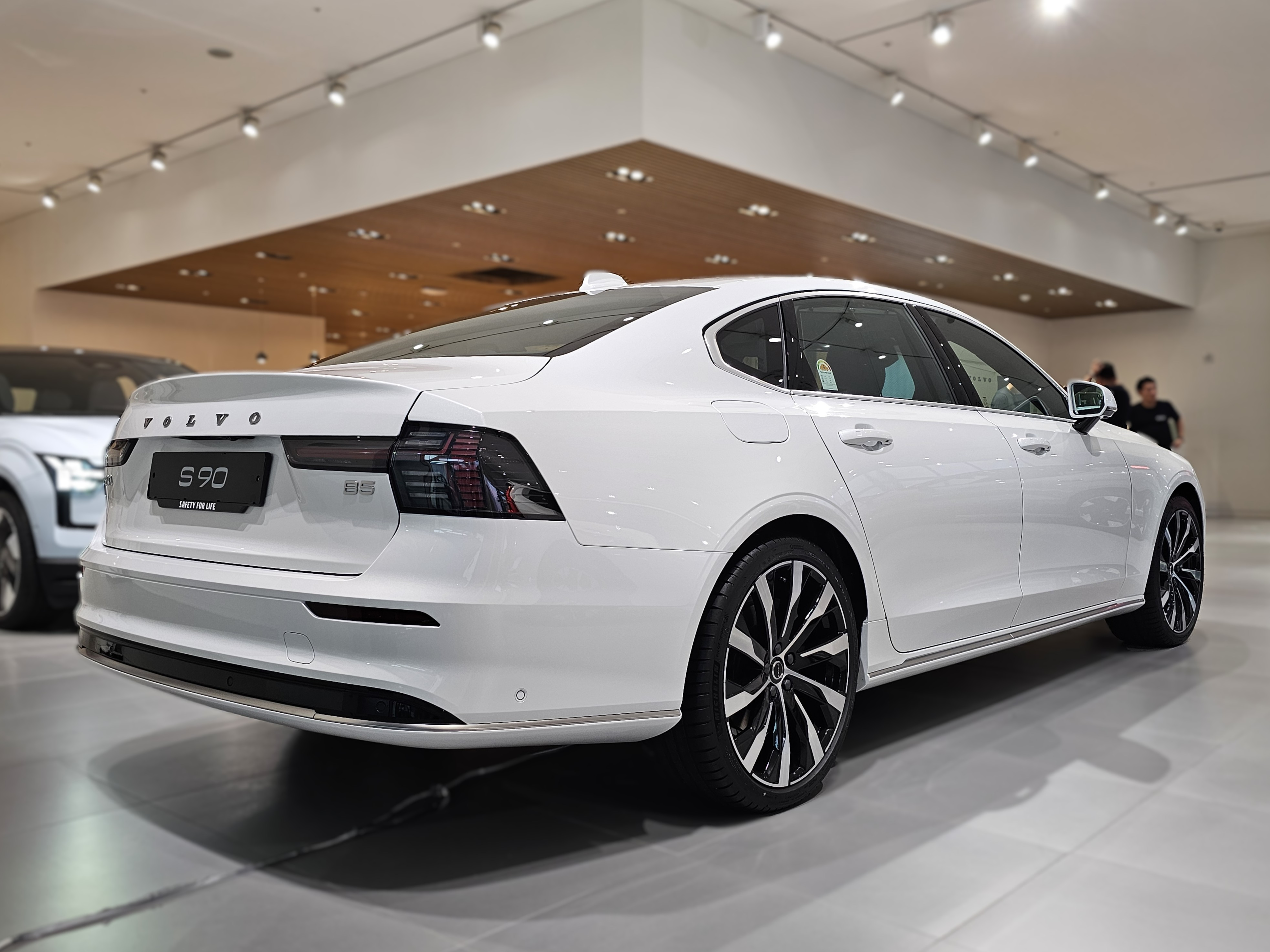
Volvo S90 - tył po drugim liftingu

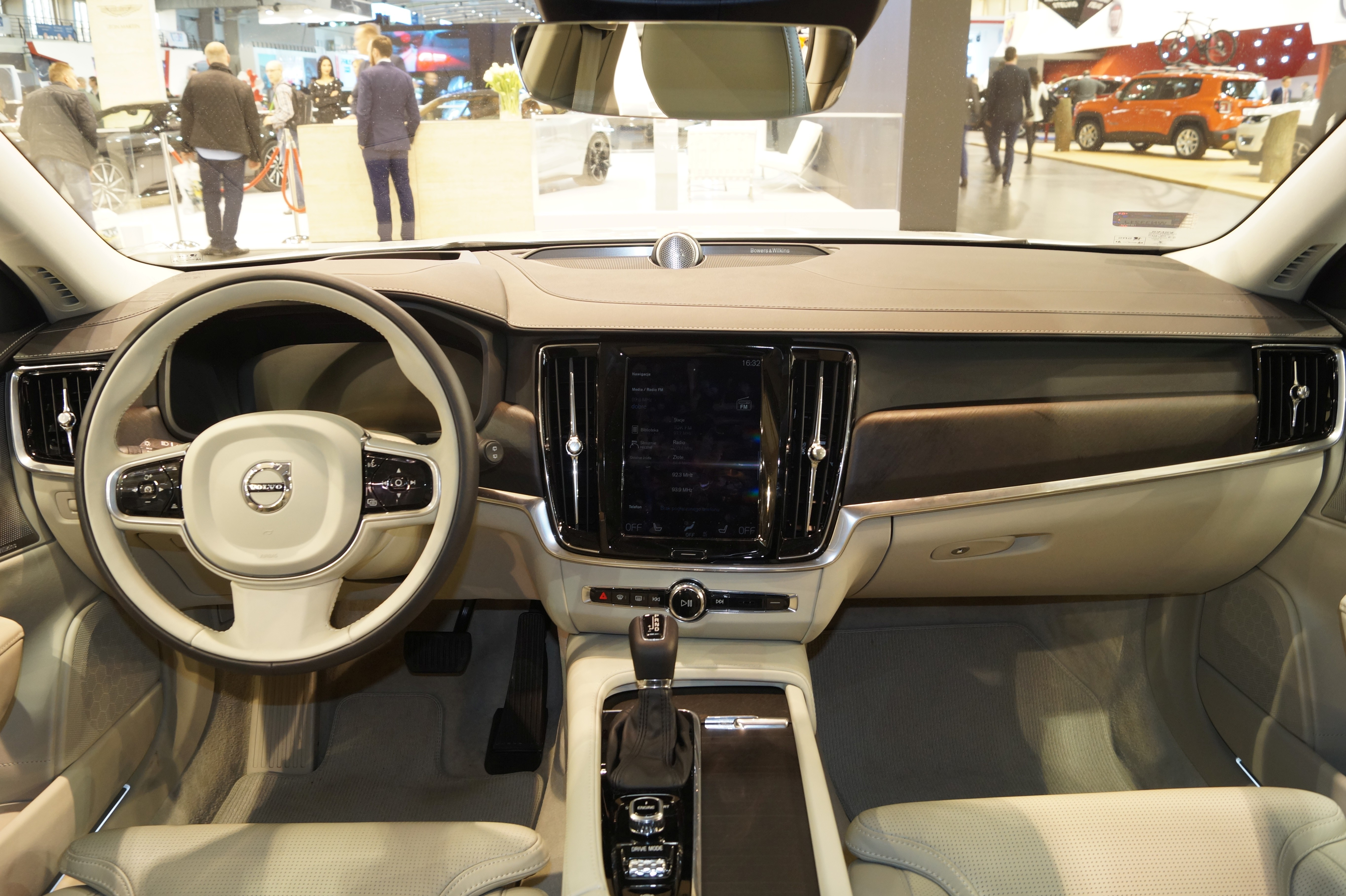
Deska rozdzielcza

Samochód został po raz pierwszy oficjalnie zaprezentowany podczas światowych targów motoryzacyjnych w Detroit w styczniu 2016 roku. Nazwa S90 w latach 1990 - 1998 używana już była w nomenklaturze Volvo jako oznaczenie poprzednika modelu S80. Auto zbudowane zostało na bazie płyty podłogowej SPA (Scalable Product Architecture), która wykorzystana została do stworzenia drugiej generacji modelu XC90. Samochód zaprojektowany został przez Thomasa Ingenlatha.
Pierwsza prezentacja pojazdu dla dziennikarzy miała miejsce na początku grudnia 2015 roku w fabryce Volvo w Göteborgu. Charakterystycznym elementem pojazdu jest przód podobny do zastosowanego w drugiej generacji modelu XC90. Podobnie jak pierwowzór, pojazd otrzymał światła do jazdy dziennej wykonane w technologii LED w kształcie położonej litery „T”, która nawiązuje do młota Thora. Linia dachu pojazdu poprowadzona została nisko, a auto otrzymało smukły i długi wygląd. Tylne lampy zostały wkomponowane w układ przetłoczeń klapy bagażnika i otrzymały kształt litery „C”, która natomiast nawiązuje do kształtu lamp zastosowanych prototypowym modelu Concept Coupé. Bryła pojazdu osadzona może być na dużych felgach (od 17 do 21-cali).
Centralnym elementem stylizacji wnętrza pojazdu jest umieszczony na środku 9-calowy tablet, który zastąpił standardowe przyciski i przełączniki.
Pod koniec 2016 roku ogłoszono, że produkcja pojazdu przeniesiona ma zostać w całości do chińskiej fabryki w Daqing. Przy okazji zaprezentowana została najbardziej luksusowa wersja pojazdu - Excellence, która oferowana będzie wyłącznie w wersji z przedłużonym rozstawem osi. Wersja ta wyposażona została w trzy, oddzielnie elektrycznie regulowane, podgrzewane, wentylowane oraz wyposażone w funkcję masażu fotele (brak przedniego fotela pasażera), podgrzewane lub chłodzone uchwyty na napoje, osobny panel sterowania układem klimatyzacji i multimediów, panoramiczny dach, wbudowaną lodówkę oraz wykonanymi z kryształu kieliszkami firmy Orrefors.
W październiku 2017 roku zaprezentowane zostało sportowe coupe Polestar 1, które powstało na bazie S90 i de facto jest jego dwudrzwiową odmianą nadwoziową. Model czerpie także z prototypu Volvo Concept Coupe. Z racji nowej polityki Volvo firma Polestar nie tworzy już usportowionej linii modelowej szwedzkiego producenta, lecz jest oddzielną marką samochodową.
W lutym 2020 roku samochód przeszedł lifting. Po modernizacji auto zyskało nie tylko nieco inną stylistykę nadwozia, lecz także 48-woltowe hybrydowe jednostki napędowe. We wnętrzu pojawiły się nowe materiały wykończeniowe, a zestaw audio zapewnia lepszą jakość dźwięku. Dzięki zastosowaniu jednostek z elektrycznym wspomaganiem kierowca może liczyć na niższe zużycie paliwa. Wersja mild-hybrid oraz w pełni hybrydowa dostępna jest dwóch wersjach wyposażenia: Plus i Ultimate.
W 2025 roku pojazd przeszedł drugą modernizację. Lekko zmieniono przód, pojawił się nowy wzór atrapy chłodnicy, a sygnatura świetlna LED-owych reflektorów uległa wygładzeniu. Z tyłu tablica rejestracyjna została przeniesiona na klapę oraz pojawiły się nowe tylne światła. Natomiast we wnętrzu ekran multimediów został poszerzony. Model po drugim liftingu nie trafił do sprzedaży w Europie, USA, Kanadzie oraz Australii. Natomiast będzie on sprzedawany tylko w Chinach i na innych rynkach Azji. 

### Wersje wyposażeniowe[12]
- Kinetic
- Momentum
- Inscription
- R-Design
- Excellence

Standardowe wyposażenie podstawowej wersji pojazdu Kinetic obejmuje m.in. 7 poduszek powietrznych, układ wspomagania hamowania w mieście (city safety), system ABS z EBA i EBD, ACC, LKA, ESC, SIPS, WHIPS, CTC, RSC, TSA, układ ostrzegania o zbyt małej odległości od poprzedzającego pojazdu, system wspomagania kierowania przy prędkościach powyżej 130 km/h, układ ostrzegający o dekoncentracji kierowcy, system ostrzegania o niekontrolowanej zmianie pasa ruchu, system rozpoznający znaki drogowe (TSR), napinacze pasów bezpieczeństwa, czujnik deszczu, zamek centralny, elektroniczny hamulec postojowy, funkcję Auto Hold, elektryczne sterowanie szyb, podgrzewanie oraz elektryczne sterowanie lusterek, 6-głośnikowy system audio o mocy 80W wyposażony w 6,5-calowy wyświetlacz, złącze AUX i USB oraz Bluetooth, 2-strefową klimatyzację elektroniczną, wielofunkcyjną kierownicę, komputer pokładowy, 17-calowe alufelgi.
Wersja Momentum dodatkowo wyposażona jest m.in. w skórzaną tapicerkę i kierownicę, światła drogowe oraz do jazdy dziennej wykonane w technologii LED, 18-calowe alufelgi, czujniki cofania, system recyrkulacji, kontroli i poprawy jakości powietrza, elektrycznie składane lusterka zewnętrzne oraz 4-stopniowo elektrycznie regulowane fotele przednie. Wersja Inscription dodatkowo wyposażona została m.in. w elektrycznie regulowany fotel kierowcy z pamięcią ustawień, system regulacji trybów jazdy Drive Mode raz światła przeciwmgłowe. Wersja R-Design dodatkowo wyposażona może być także m.in. w sportowe fotele oraz sportowe zawieszenie.
W zależności od wersji wyposażeniowej pojazdu, auto opcjonalnie doposażyć można m.in. w system BLIS, system Cross Traffic Alert ostrzegający o zbliżających się obiektach (piesi, duże zwierzęta itp.), aktywne światła drogowe Full LED z technologią sterowania natężeniem strumienia reflektorów oraz automatycznego doświetlania zakrętów, spryskiwacze reflektorów, system bezkluczykowy, czterostrefową klimatyzację elektroniczną, łopatki zmiany biegów, pneumatyczne zawieszenie, asystenta parkowania, kamerę wspomagającą parkowanie tyłem, funkcję masażu w fotelach, elektrycznie składane tylne siedzenia, podgrzewane siedzenia przednie i tylne, podgrzewaną przednią szybę, podgrzewane dysze spryskiwaczy oraz kierownicę, ogrzewanie postojowe, elektrycznie otwieraną klapę bagażnika, wyświetlacz HUD, 19-głośnikowy system audio Bowers & Wilkins o mocy 1400 W, system nawigacji satelitarnej, tuner radia cyfrowego DAB, telewizję cyfrową, dach panoramiczny oraz system Volvo On Call z Wi-Fi, a także 19 lub 20-calowe alufelgi.

### Silniki
Model S90 wyposażony jest w silniki z gamy Drive-E, w które wyposażone zostało m.in. Volvo XC90 II.
| Silnik                | Pojemność skokowa [cm³]                     | Typ silnika        | Układ zasilania    | Moc maksymalna [KM] (kW) przy obr./min                                    | Maks. moment obrotowy [Nm] przy obr./min                                                | Przyspieszenie 0-100 km/h [s] | Prędkość maks. [km/h] | Średnie zużycie paliwa [l/100km] | Emisja CO2 [g/km]  |                    |
| Silniki benzynowe:    | Silniki benzynowe:                          | Silniki benzynowe: | Silniki benzynowe: | Silniki benzynowe:                                                        | Silniki benzynowe:                                                                      | Silniki benzynowe:            | Silniki benzynowe:    | Silniki benzynowe:               | Silniki benzynowe: | Silniki benzynowe: |
| --------------------- | ------------------------------------------- | ------------------ | ------------------ | ------------------------------------------------------------------------- | --------------------------------------------------------------------------------------- | ----------------------------- | --------------------- | -------------------------------- | ------------------ | ------------------ |
| T5                    | 2.0 Turbo                                   | R4                 | b.d.               | 254 / 5500                                                                | 350 / 1500-4800                                                                         | 6,8                           | 230                   | 6,5                              | b.d.               |                    |
| T6                    | 2.0 Turbo Kompresor                         | R4                 | b.d.               | 320 (236 kW) / 5700                                                       | 400 / 2200 - 4500                                                                       | 5,9                           | 230                   | 7,2                              | b.d.               |                    |
| Silniki wysokoprężne: |                                             |                    |                    |                                                                           |                                                                                         |                               |                       |                                  |                    |                    |
| D4 (D4204T14) FWD     | 2.0 TwinTurbo                               | R4                 | wtrysk common-rail | 190 / 4250                                                                | 400 / 1750-2500                                                                         | 8,5                           | 225                   | 4,5                              | 119                |                    |
| D5 (D4204T23) AWD     | 2.0 TwinTurbo                               | R4                 | wtrysk common-rail | 235 (173) / 4250                                                          | 480 / 1750 - 2250                                                                       | 7,2                           | 240                   | 4,9                              | 129                |                    |
| Silnik hybrydowe:     |                                             |                    |                    |                                                                           |                                                                                         |                               |                       |                                  |                    |                    |
| T8 Twin Engine        | T6 2.0 Turbo Kompresor + Silnik elektryczny | R4                 | b.d.               | Silnik benzynowy: 320 (236) / 5700 Silnik elektryczny: 87 Łączna moc: 407 | Silnik benzynowy: 400 / 2200 - 4500 Silnik elektryczny: 240 Łączny moment obrotowy: 640 | 5,2                           | b.d.                  | 2.0                              | 46                 |                    |

Silnik D5 został wyposażony w system Power Pulse, który poprawia przyspieszenie i elastyczność samochodu. Silnik elektryczny spręża powietrze i gromadzi je w specjalnym zbiorniku. Gdy kierowca naciśnie mocniej gaz, sprężone powietrze trafia do kolektora wylotowego, co pozwala szybciej rozpędzić wirnik turbosprężarki minimalizując efekt tzw. turbodziury.
Wersja hybrydowa wyposażona jest w zestaw baterii z możliwością doładowania za pomocą przydomowego gniazdka. Silnik spalinowy odpowiada za napędzanie przednich kół, natomiast silnik elektryczny napędza tylną oś. Wersja hybrydowa została wyposażona w możliwość podróżowania w trybie miejskim wyłącznie na silniku elektrycznym. Zasięg wynosi 40 km. Pojazd przyśpiesza od 0 do 100 km/h w 6 sekund. W wersjach z napędem AWD zastosowano układ Haldex 5. generacji.